# Parafia Imienia Najświętszej Maryi Panny w Czarnej
Parafia Imienia Najświętszej Maryi Panny w Czarnej – parafia rzymskokatolicka znajdująca się w archidiecezji przemyskiej w dekanacie Łańcut II.

## Historia
Czarna była lokowana w 1562 roku i była własnością Stadnickich, a od 1785 roku Potockich. W latach 1922–1926 zbudowano kościół parafialny. 1 września 1928 roku dekretem bpa Anatola Nowaka, została erygowana parafia w Czarnej z wydzielonego terytorium parafii Krzemienica. 9 września 1928 roku ks. dziekan Bronisław Wojaczyński poświęcił kościół pw. Imienia Najświętszej Maryi Panny. W październiku 1928 roku założono cmentarz parafialny. 21 czerwca 1957 roku do parafii przyłączono przysiółki Zawodzie i Skotnik. W 1966 roku zbudowano plebanię. 
Gdy kościół okazał się za mały dla potrzeb parafii, podjęto decyzję o jego rozbudowie. W latach 1980–1983 dokonano rozbudowy kościoła według projektu arch. inż. Romana Gorczycy z Rzeszowa. 31 maja 1987 roku odbyła się konsekracja kościoła, której dokonał bp Ignacy Tokarczuk. 1 listopada 1992 roku na cmentarzu poświęcono kaplicę pw. Wszystkich Świętych.
Na terenie parafii jest 1 500 wiernych.
Proboszczowie parafii:
1928–1931. ks. Kazimierz Kostheim.
1931–1937. ks. Władysław Piotrowski.
1937–1950. ks. Stanisław Soszyński.
1950–1962. ks. Bronisław Bydoń.
1962–1967. ks. Adolf Solecki.
1967–1980. ks. Czesław Prajzner.
1980–2007. ks. Władysław Piętowski.
2007–2022. ks. Zbigniew Góra.
2022– nadal ks. Jacek Michno.

## Kościół parafialny
Kościół parafialny jest położony w środku wsi, w pobliżu skrzyżowania dróg prowadzących  do Sokołowa Małopolskiego i Dąbrówek. Jest orientowany, wybudowany z cegły w latach 1922-1916,  w stylu neogotyckim, otynkowany. Bryła świątyni jest złożona z prostokątnego korpusu i węższego, zakończonego prosto prezbiterium ze współczesną fasadą zwieńczoną pseudoschodkowym szczytem. Od strony północnej przylega kaplica. Wyposażenie wnętrza świątyni jest neogotyckie.